# Голдобіно
Голдо́біно (рос. Голдобино) — присілок у складі Ішимського району Тюменської області, Росія.
Населення — 167 осіб (2010, 248 у 2002).
Національний склад станом на 2002 рік:
- росіяни — 92 %